# Непобедимый (роман)
«Непобеди́мый» (пол. Niezwyciężony) — научно-фантастический роман Станислава Лема, изданный в 1964 году.

## Сюжет
Крейсер второго класса «Непобедимый» совершает посадку на пустынную и необитаемую планету Регис III, где незадолго до этого исчез другой земной корабль — «Кондор».
«Кондор» — крейсер того же класса, что и «Непобедимый» — неожиданно пропал во время рутинной экспедиции, отправив перед этим всего два сообщения. В первом говорилось об успешной посадке на поверхность планеты Регис III. Во втором говорилось о неких встреченных экипажем «мушках», а также была зарегистрирована серия бессмысленных импульсов, похожих на азбуку Морзе, и неоднократно повторяющиеся странные звуки.
Экипаж «Непобедимого» получил задание найти следы пропавшей экспедиции «Кондора» и выяснить причину её гибели. У биолога Лауды возникает идея, согласно которой на планете происходит эволюция механизмов, оставшихся от инопланетной цивилизации, прибывшей из района созвездия Лиры (лирян).
Судя по немногочисленным следам, сохранившимся от первых колоний роботов, типов роботов было несколько.
- «Подвижные» — мобильные роботы, сложные, интеллектуальные, вооружённые, питались ядерной энергией.
- «Простейшие» — простые конструктивно. Эти роботы, тем не менее, были способны к ограниченной приспособляемости. Они не были настолько интеллектуальны и специализированы как «подвижные», но при этом не зависели от наличия запасных частей и радиоактивного топлива.

Лишённые присмотра лирян, роботы начали неконтролируемо развиваться и изменяться. «Некроэволюция» (эволюция неживого) в условиях Региса III привела к тому, что выжили наиболее приспособленные. Ими оказались простейшие роботы — не самые сложные, интеллектуальные и мощные, а наиболее многочисленные и гибкие. Эти автоматы за тысячи лет некроэволюции научились эффективно бороться с конкурентами, которые превосходят их и по интеллекту, и по энерговооружённости. Им пришлось сражаться не только с другими роботами, но и с живым миром планеты. Для этого они выработали в себе способность возбуждать высокочастотное магнитное поле, разрушительно действующее на память любого робота или живого существа.
С их дальними потомками, которые имеют вид «мушек», и столкнулись экспедиции землян на «Кондоре» и «Непобедимом». При всех своих значительных технических возможностях, земляне оказались бессильны против мёртвой тучи «мушек». Даже «Циклоп» — самый мощный робот «Непобедимого», вооружённый системой силовых полей и сферическим излучателем антиматерии, оказался бессилен перед миллиардной тучей простейших «мушек», в сражении с которыми потерпел поражение и был выведен из строя. Позже, будучи полностью неуправляемым, напал на людей и был уничтожен.
Итоги столкновения человеческой цивилизации и чужих роботов оказались для людей плачевными. Крейсер второго класса «Кондор» был необратимо повреждён и навсегда остался на чужой планете. Экипаж «Кондора» погиб в полном составе. Экипаж «Непобедимого» также понёс серьёзные потери: часть личного состава погибла, часть была полностью выведена из строя. Предпринятая операция по спасению людей, подвергшихся нападению «мушек», закончилась неудачей: спасти не удалось никого.
Однако в ходе спасательной операции её единственный непосредственный участник начал понимать, что мёртвое наследие цивилизации лирян нельзя называть «врагом» в прямом смысле этого слова — так же, как нельзя слепо вмешиваться в существование «мушек», пусть они и угрожают людям на этой планете. В процессе эволюции и борьбы за существование, они стали практически частью природных сил планеты. Человек не вправе изменять этот порядок, так как мстить природе за стихийное бедствие абсолютно бессмысленно.
Люди были вынуждены отступить перед мёртвым «врагом», который, не обладая разумом в человеческом понимании, и будучи способен лишь на простейшие реакции, тем не менее являлся смертельно опасным и практически неуничтожимым.

## Герои
- Рохан — главный герой произведения, возглавляет группу, пытавшуюся спасти пропавших людей.
- Хорпах — астрогатор «Непобедимого». Работал вместе с Роханом 4 года.
- Лауда — биолог, автор теории «механической эволюции».
- Ярг — боцман

## Издания и переводы
Роман был впервые опубликован в «Gazeta Bialostocka» (Белосток, 1963, № 297 — № 306; 1964, № 1 — № 61). Первое книжное издание — в сборнике Лема «Niezwyciężony i inne opowiadania» (издательство «Wydawnictwo Ministerstwa Obrony Narodowej», Варшава, 1964).
Первая публикация на русском языке (в переводе Дмитрия Брускина) появилась в журнале «Звезда» (1964, № 9—10). Кроме того известны русские переводы Ариадны Громовой (1967) и Рафаила Нудельмана (2020).
«Непобедимый» переведён также на 19 языков, в том числе на немецкий (1967) и английский (впервые — в переводе с немецкого, 1973).

## В культуре
- The Invincible — компьютерная игра по мотивам романа от польской студии Starward Industries[2].